# Partido Verde (Argentina)
El Partido Verde es un partido político de orientación ecologista de Argentina. Cuenta con representación en las legislaturas de las provincias de Tierra del Fuego y Mendoza y es activo además en la Provincia de Buenos Aires y la Ciudad Autónoma de Buenos Aires.

## Historia
Como antecedente, existieron partidos verdes y ecologistas en la Argentina desde la década de 1980, entre otros el Partido Verde Ecologista Pacifista, que participó en las elecciones legislativas de 1987, 1989, 1991 y 1993, y el Partido Humanista Ecologista, que resultó de una fusión de este último con el Partido Humanista en algunas provincias, y participó en las elecciones legislativas de 1995, 1997, 1999, 2001, 2003 y 2005. Además existió la Iniciativa Verde fundada en 2006, que participó en elecciones locales y nacionales en 2009. Ninguno de estos partidos consiguió bancas en el Congreso nacional.
El Partido Verde tuvo su origen en 2014 en la Provincia de Buenos Aires y fue fundado por Silvia Beatriz Vázquez. En 2015 se constituyó en Tierra del Fuego, participando allí por primera vez en una elección provincial, pero aún sin conseguir bancas. En 2019 consiguió tres bancas en Tierra del Fuego, convirtiéndose en la tercera fuerza política provincial. En 2017 se formó en Mendoza consolidándose en las elecciones de 2020 como Tercera Fuerza política con representatividad parlamentaria de la provincia Cuyana con el diputado Provincial Emanuel Fugazzotto y concejales departamentales en Capital, San Carlos y Rivadavia. 

## Posiciones políticas
El partido sostiene posturas ecologistas. Llama a la prevención del calentamiento global y a una "transición verde" y se opone a actividades económicas consideradas dañinas para el medio ambiente; por ejemplo en Tierra del Fuego, la salmonicultura. También apoya una transición hacia las energías renovables, oponiéndose a los subsidios a los combustibles fósiles. Apoya además una Ley de humedales.
En cuanto a la política social, propone la creación de trabajo genuino a partir de la transformación de la matriz productiva, disminuyendo la dependencia de los planes sociales. Por ejemplo, propone fabricar baterías de litio en el país.
El diputado provincial de Mendoza, Mario Vadillo, describió a la oferta del partido como "superadora a la grieta".

## Actividades en las provincias
Los partidos provinciales que componen el Partido Verde son reconocidos por la Cámara Nacional Electoral como partidos de distrito en las provincias de Buenos Aires y Mendoza. En Tierra del Fuego el Partido Verde es reconocido como partido provincial. En la Ciudad Autónoma de Buenos Aires no cuenta con reconocimiento oficial; al no existir una ley de partidos propia, los partidos de este distrito dependen del reconocimiento de la Cámara Nacional Electoral. También tiene presencia activa en la provincia de San Juan, en Entre Ríos, y en la ciudad de Rosario.
| Distritos        | Distritos  | Presidente         | Coalición de distrito | Ámbito      | Personería jurídica | N° Afiliados | Ref.  |
| ---------------- | ---------- | ------------------ | --------------------- | ----------- | ------------------- | ------------ | ----- |
| Buenos Aires     | PV Bs. As. | Fabiana Zanutti    | Juntos por el Cambio  | de Distrito | Definitiva          | -            |       |
| Mendoza          | PV Mza     | Mario Vadillo      | Sin coalición         | de Distrito | Definitiva          | -            | [ 9 ] |
| Tierra del Fuego | PV TDF     | María Laura Colazo | Sin coalición         | Provincial  | Definitiva          | -            |       |
| Total            | Total      |                    |                       |             |                     | 12.381       |       |

### Buenos Aires
El Partido Verde provincial de la Provincia de Buenos Aires oficialmente lleva el nombre Partido Verde Bonaerense. Nació en un congreso ambiental en 2014 por iniciativa de Silvia Beatriz Vázquez (ex UCR).
En 2021, el partido es presidido por Fabiana Zanutti.

### Ciudad Autónoma de Buenos Aires
En la Ciudad Autónoma de Buenos Aires, el Partido Verde no tiene personería jurídica, pero cuenta con una oficina y participa de elecciones en alianzas con otros partidos. En 2021 se alió con el Partido Socialista Auténtico y al Partido Humanista para participar de las elecciones legislativas de este año.

### Mendoza
En Mendoza, el Partido Verde participó por primera vez en las elecciones del 2017. Si bien el partido pudo superar el piso mínimo de 1,5% en las PASO que exigía para pasar a la instancia definitiva, el entonces presidente del partido y candidato a diputado nacional Emanuel Fugazzoto junto a la mesa política de su partido decidieron bajarse de las elecciones generales dada las pocas posibilidades que tenían de obtener una banca y para no ser un "gasto" para el Estado. En 2019 se presentó en alianza junto al Frente de Todos consensuado un pacto ambiental, luego de las elecciones el Frente de Todos no cumplió con dicho pacto por lo cual  decidieron romper la alianza.[cita requerida] En 2021 volvió a presentarse a elecciones, actualmente cuenta con un legislador provincial y concejales en 3 departamentos.[cita requerida] Para 2023 el armado electoral abarca los 18 departamentos de la provincia.

### Tierra del Fuego
Tierra del Fuego es la única provincia en la cual el partido pudo ganar bancas en elecciones. El Partido Verde local fue fundado en 2015.
El partido se presentó por primera vez en 2015, pero con 3,83 % no logró conquistar una banca. En las elecciones legislativas locales del 16 de junio de 2019, el partido se presentó en la alianza Unidad Fueguina junto con el Partido Justicialista y consiguió 13,37 % de los votos válidos afirmativos (9,9 % de los votos positivos) y tres bancas en la legislatura.
El Partido Verde de Tierra del Fuego, en 2021, es presidido por María Laura Colazo.

## Historia electoral

### Elecciones nacionales
- Elecciones legislativas de Argentina de 2021: El partido fue habilitado para participar en las elecciones PASO en las provincias de Buenos Aires y Mendoza, además participa en la Ciudad Autónoma de Buenos Aires en una alianza junto al Partido Socialista Auténtico y el Partido Humanista.[10]

### Elecciones provinciales

#### Mendoza
- Elecciones provinciales de Mendoza de 2021: 8,33 %, 1 banca
- Elecciones provinciales de Mendoza de 2023: 11,84%, 2 bancas

#### Tierra del Fuego
- Elecciones provinciales de Tierra del Fuego de 2015: 3,83 %, 0 bancas
- Elecciones provinciales de Tierra del Fuego de 2019: 13,37 %, 3 bancas
- Elecciones provinciales de Tierra del Fuego de 2023: 8,47%, 2 bancas